# Ioann Romanow
Ioann Konstantynowicz Romanow (ros. Иоанн Константинович Романов, ur. 1 czerwca?/13 czerwca 1886 w Pawłowsku, zm. 18 lipca 1918 w Ałapajewsku) – rosyjski książę krwi imperatorskiej.

## Życiorys
Był synem wielkiego księcia Konstantego i jego żony Elżbiety, księżniczki altenburskiej. W 1907 ukończył Nikołajewską Szkołę Kawalerii, służył jako sztabs-rotmistrz lejb-gwardii pułku konnego, później Flügeladjutant przy imperatorze. Był żonaty z księżną Eleną Serbską, córką Piotra I, króla Serbii. Walczył w I wojnie światowej. Był pierwszym, który otrzymał tytuł księcia krwi imperatorskiej. Lubił śpiew cerkiewny, był znany z nadzwyczajnej religijności, wrażliwości i łagodności, często reprezentował cara Mikołaja II na uroczystościach religijnych. Po dojściu bolszewików do władzy, sytuacja rodziny Romanowów pogorszyła się. 26 marca 1918 Ioann został zmuszony do wyjazdu z Piotrogrodu do Wiatki, później do Jekaterynburga, a 20 maja do Ałapajewska, gdzie wraz z innymi książętami był więziony przez bolszewików. 18 lipca 1918 wraz z krewnymi został zapędzony do zalanej wodą kopalni i wrzucony do szybu, a następnie zamordowany. 28 września 1918 Ałapajewsk został zajęty przez białych, którzy następnie ustalili miejsce zbrodni i w dniach 7–11 października 1918 wydostali z kopalni ciała męczenników. W lipcu 1919 zwłoki zostały przewiezione na Syberię, a stamtąd do Chin, po czym w kwietniu 1920 pochowane w Pekinie. Rosyjski Kościół Prawosławny poza granicami Rosji uznał go za męczennika za wiarę i kanonizował.